# Ciudad Bolívar (kommunhuvudort)
Ciudad Bolívar är en kommunhuvudort i Colombia.   Den ligger i departementet Antioquía, i den nordvästra delen av landet, 260 km nordväst om huvudstaden Bogotá. Ciudad Bolívar ligger 1 346 meter över havet och antalet invånare är 16 225.
Terrängen runt Ciudad Bolívar är kuperad åt nordost, men åt sydväst är den bergig. Runt Ciudad Bolívar är det ganska tätbefolkat, med 86 invånare per kvadratkilometer. Ciudad Bolívar är det största samhället i trakten. I omgivningarna runt Ciudad Bolívar växer i huvudsak städsegrön lövskog.